# Talud (geología)

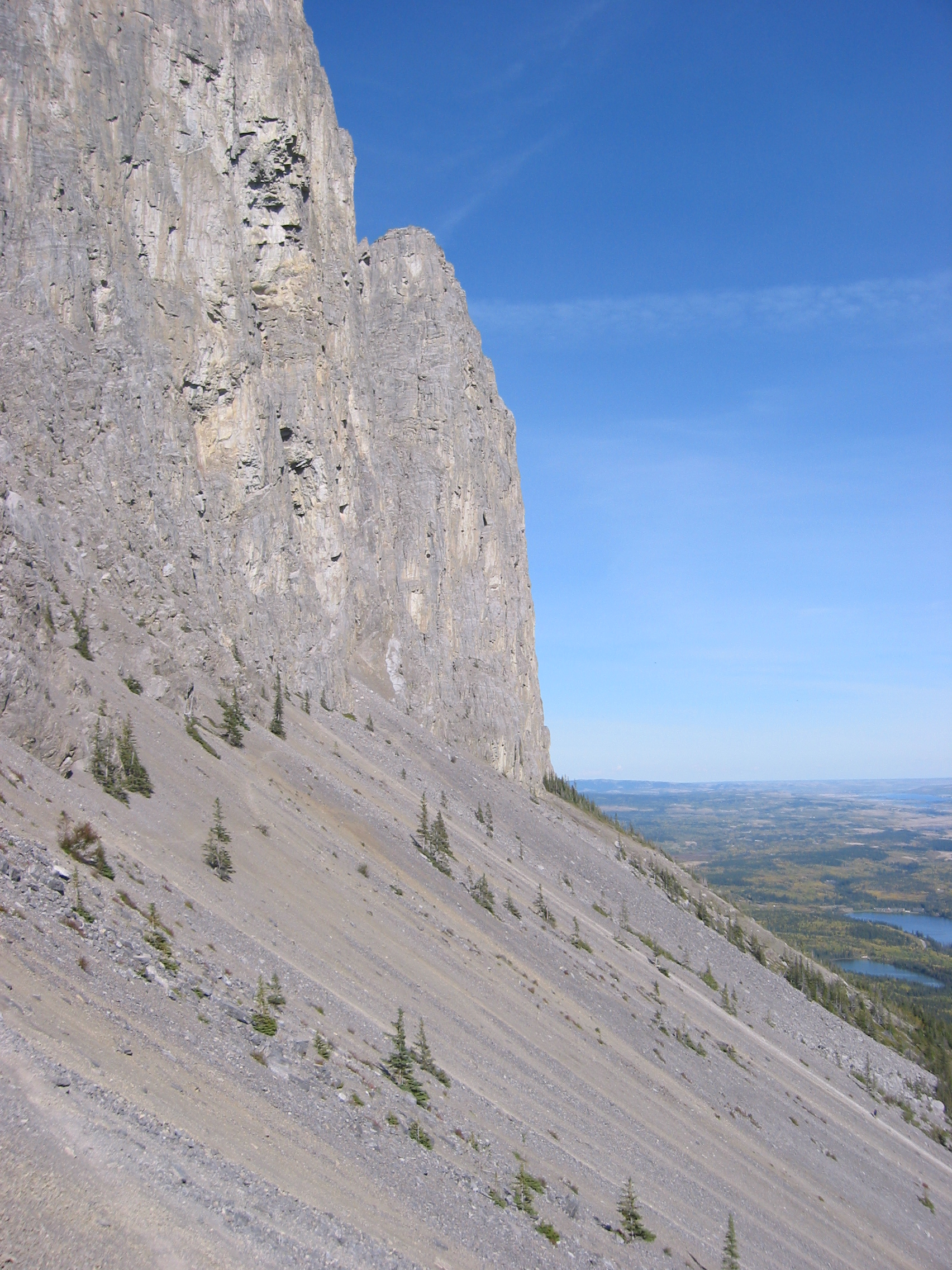
Un talud en la base del Monte Yamnuska, Alberta (Canadá).

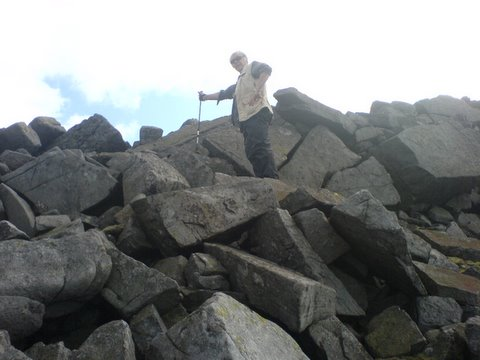
Escalador ascendiendo la pendiente de un talud en el flanco oeste del Cross Fell, Inglaterra.

Talud de gravedad, o "pedrero", es el término que se utiliza para designar a la acumulación de fragmentos de roca partida en la base de paredes de roca, acantilados de montañas o cuencas de valles. Estos depósitos típicamente poseen una forma cóncava hacia arriba, mientras que la máxima inclinación de tales depósitos corresponde al ángulo de reposo correspondiente al tamaño promedio de las rocas que lo componen.